# Bracon otiosus
Bracon otiosus är en stekelart som beskrevs av Marshall 1885. Bracon otiosus ingår i släktet Bracon och familjen bracksteklar. Arten är reproducerande i Sverige. Inga underarter finns listade.